# Cheongpyeong Dam
Cheongpyeong Dam (koreanska: 청평댐) är en dammbyggnad i Sydkorea.   Den ligger i provinsen Gyeonggi, i den norra delen av landet, 40 km öster om huvudstaden Seoul. Cheongpyeong Dam ligger 49 meter över havet.
Terrängen runt Cheongpyeong Dam är huvudsakligen kuperad. Cheongpyeong Dam ligger nere i en dal. Runt Cheongpyeong Dam är det ganska tätbefolkat, med 78 invånare per kvadratkilometer. Närmaste större samhälle är Hwado, 12,8 km sydväst om Cheongpyeong Dam. I omgivningarna runt Cheongpyeong Dam växer i huvudsak blandskog.